# جاسون هيرنانديز
جاسون هيرنانديز (بالإنجليزية: Jason Hernandez)‏ (26 أغسطس 1983 بنيويورك في الولايات المتحدة - ) هو لاعب كرة قدم أمريكي في مركز الدفاع. شارك مع منتخب بورتوريكو لكرة القدم. أما مع النوادي، فقد لعب مع سان خوسيه إيرثكويكس ونادي شيفاز يو إس أي ونادي نيويورك سيتي ونيويورك ريد بولز.

## وصلات خارجية
- جاسون هيرنانديز على موقع الدوري الأمريكي (الإنجليزية)
- جاسون هيرنانديز على موقع قاعدة بيانات كرة القدم.إي يو (الإنجليزية)
- جاسون هيرنانديز على موقع ناشيونال فوتبول تيمز (الإنجليزية)
- جاسون هيرنانديز على موقع Soccerbase.com (لاعب) (الإنجليزية)
- جاسون هيرنانديز على موقع Soccerway.com (الإنجليزية)
- جاسون هيرنانديز على موقع عالم كرة القدم.نت (الإنجليزية)
- جاسون هيرنانديز على موقع AS.com (الإسبانية)